# Mate (Cars)
Mate (Tom Mate; Tow Mater o simplemente Mater en inglés), es uno de los automóviles principales en Cars y sus secuelas, Cars 2 y Cars 3. También hace aparición en Mater's Tall Tales y en otros medios de la franquicia. Fue interpretado por Larry the Cable Guy e inspirado por un camión 1956-57 y 1955-1957 Chevrolet Task Force. Interpretado como el mejor amigo de Rayo McQueen.

## Descripción

### Fondo
El diseño de Mate se basa en un camión de remolque Chevrolet Task Force 1955 -57 que una vez se utilizó para levantar equipos de los pozos de la mina en el condado de Cherokee, Kansas. La Ruta 66 Ciudad de Galena recibe su nombre por el plomo de mineral sulfito galena, a la que la serie de pequeñas ciudades mineras alrededor de Baxter Springs deben su auge y posterior busto. El camión original se encuentra actualmente en una antigua estación de servicio Kan-O-Tex en Galena; la estación fue restaurada como un restaurante de la Ruta 66 y una tienda de recuerdos por Four Women on the Route un año después del lanzamiento de la película en 2006.
Mate es hijo de Sarah Frances Dillon y James Conner. Las habilidades de conducción de Mater incluyen una afirmación de ser "el mejor conductor hacia atrás del mundo", una habilidad recogida de nada menos que Dean Walker, un presidente de la Asociación Dean Historic Route 66 conocido en Riverton como "Crazy Legs Walker, el Embajador de Crazy Feet en la Ruta 66" por su habilidad para girar sus pies hacia atrás y caminar en reversa.
Mate toma su apodo del superintendente de construcción y acérrimo fan de NASCAR Douglas "Mater" Keever, que proporciona la voz de uno de los RV viendo la gran carrera ("Bueno, sumérgeme en grasa de eje y llámame slick!"). El punto de vista de la RV en la carrera se modela en una "Redneck Hill" en Charlotte Motor Speedway favorecida por los aficionados hardcore en tiendas de campaña y campistas pop-up.

Mi nombre es Mate... sí, como to-mate, pero sin el to.

El personaje Mate habla con un acento rojinegro del sur con un toque de hillbilly twang y con frecuencia utiliza sintaxis incorrecta. La persona de la vida real que fue la inspiración para la voz de Mater es Harley Russell de Erick, Oklahoma en la Ruta 66. La voz natural de Harley tiene el mismo sonido y los mismos manierismos que Mater. La personalidad final de Mater se basó en su actor de voz, Larry the Cable Guy, y utiliza muchas de las frases de Larry, incluyendo "Git-R-Done" durante la secuencia final de la carrera y "No me importa quién eres; que es gracioso allí" durante la escena de la volteo del tractor. Larry el Tipo del Cable pasó tiempo con Harley Russell para aprender la voz del personaje. Un DVD de Cars "Rev'd Up" lanzado como un bono de 2006 en las tiendas Target describe a Mater como inspirado en un camión Dodge de 1957.

### Aspecto
El color de Mate era originalmente azul como se muestra en un flashback cuando era joven; sin embargo, a lo largo de los años se ha oxidado en un patchwork de color marrón claro / naranja con algunos de los azules todavía mostrando a través. Le falta su capucha y su faro izquierdo. En el corto Mate y la luz fantasma, su faro derecho también se cayó. Durante los primeros créditos de la película Cars Mate pescó su capucha desde un acantilado en Tailfin Pass, y su capucha mostró más de su color original que el resto de Mate. Pero luego Mate estornudaba, haciendo que la capucha cayera de nuevo por el acantilado. Su número de matrícula es A113. Mate también es capaz de competir, además de ser el mejor piloto del mundo. Atribuye su habilidad a sus espejos retrovisores y a su propia filosofía: "No necesito saber a dónde voy, sólo necesito saber dónde he estado". Enseña a Rayo esta habilidad y se enorgullece cuando la usa en la carrera de la Copa Pistón, con orgullo diciéndole a Chick's stunned pit crew "I taught him!" Esto se observó además en Cars 2, cuando Mater conduce hacia atrás lejos de McQueen (para que pueda conseguir la bomba que estaba atada en su filtro de aire lejos del alcance de McQueen), fue capaz de evitar que se estrellara, un acto que dejó Darrell Cartrip diciendo: "Tiene que ser el mejor conductor al revés del mundo".
En Cars 2, Mate muestra un vasto sabio enciclopédico como el conocimiento de piezas y motores automotrices. Responde correctamente a una pregunta de código sobre el Volkswagen Karmann Ghia formulada por el agente de inteligencia británico Holley Shiftwell, lo que la lleva a confundirlo con un agente estadounidense que se supone que se encuentra. Más tarde, cuando Shiftwell y su compañero Finn McMissile muestran a Mate una fotografía del motor de un coche misterioso, lo identifica a la vista y señala las piezas de repuesto que se utilizan para mantenerlo en funcionamiento. Su increíble conocimiento ayuda a McMissile y Shiftwell a capturar a Sir Miles Axlerod, el villano principal de esta película. Mate recibe un título de caballero honorario por la Reina.

### Apariciones

#### Cars
Mate dirige "Tow Mater - Towing & Salvage" y es el primero en hacerse amigo y apoyar a Rayo a lo largo de su aventura en Radiador Springs. Durante la película, Mate muestra a Rayo cómo voltear tractores y cómo conducir en reversa sin chocar, una técnica que utiliza McQueen para contrarrestar las carreras sucias de Chick Hicks en el desempate de la Copa Pistón. Al final, McQueen le pide a Tex que le de a Mate la oportunidad de volar en un helicóptero Dinoco como siempre quiso, diciéndole a Sally que Mate es su mejor amigo.

#### Cars 2

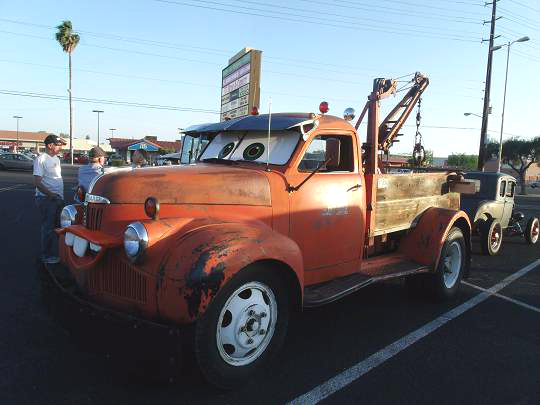
Réplica de Mate en Phoenix

La amistad de Mate con Rayo McQueen ha crecido en lugar de disminuir, con un largo apretón de manos de mejor amigo para demostrarlo. Mater valora cada abolladura hecha durante sus aventuras con Rayo como simbólico de su amistad. En un intento de defender a su amigo contra su rival Francesco Bernoulli, Mater consigue que Rayo corra en el Gran Prix Mundial. Rayo a su vez invita a Mater a unirse a él, y partieron de Radiador Springs a Tokio para la primera carrera. Mater pronto es confundido con un agente secreto estadounidense y atrapado en el mundo de los espías. La agente Holley Shiftwell juega al interés amoroso/novia de Mate; Mate está hipnotizada por su belleza y se enamora de ella inmediatamente. Durante la primera carrera, Mate accidentalmente causa una mala comunicación que le cuesta a McQueen la carrera; resultando en McQueen arremetiendo contra Mate y diciéndole que ya no necesita ni quiere su ayuda. De hecho, McQueen sugiere que las travesuras de Mate son la razón por la que McQueen normalmente no lo lleva a sus carreras. Sintiéndose entristecido y muy culpable, Mate decide regresar a casa, sólo para continuar su "misión" con los agentes británicos. Mate finalmente resuelve el misterio del Gran Prix Mundial durante la tercera y última carrera en Londres, y se le concede un título de caballero honorario por su valentía. Al final de la película, decide competir en el Gran Prix no oficial de Radiador Springs con McQueen después de conseguir un par de aviones de cohetes.

#### Cars 3
Mate asume un papel más secundario en Cars 3. Mate sigue siendo el mejor amigo y seguidor de McQueen, nunca se perdió ninguna carrera para mostrar con orgullo mucho apoyo, llegando a usar sobre las mejores mercancías ponibles. También está allí con Sally para consolar a McQueen después de que se estrelle, y está entre el resto de los residentes de Radiador Springs presenciando a McQueen en última instancia tomar la decisión de seguir compitiendo. Más tarde, en medio de la película, un McQueen llama a Mate por teléfono FaceTime, y ambos tienen una conversación agradable y conmovedora. McQueen le pide ayuda a Mate después de ver que Jackson Storm tiene un nuevo récord de velocidad, con el potencial de vencer a Rayo McQueen. En respuesta, Mate sugiere inconscientemente que McQueen rastree y reciba algunos consejos del mentor de Doc Hudson, Smokey. Se le ve al tanto de los planes egoístas de Sterling debajo de sus palabras y compra a McQueen algún tiempo distrayendo a McQueen de mantener a McQueen para conseguir que Cruz Ramírez lo reemplace para la carrera. También se le ve con todo el mundo en Radiador Springs cuando Rayo muestra su nueva apariencia. En una escena poscréditos, Mate está cantando una canción divertida y está limpiando en su lote, y cuando su teléfono suena, se asusta y salta de miedo y luego golpea inadvertidamente su antena de recepción junto con los neumáticos que caen desde el techo de su choza, y el FaceTime en su teléfono se apaga, para su consternación.

#### Mate y la luz fantasma
El cortometraje sigue las actividades diarias de Mate después de que las cosas hayan vuelto a la normalidad en Radiador Springs. A Mate le gusta jugar bromas de miedo a otros personajes hasta que una luz azul comienza a perseguirlo. Su última broma es su más exitosa: Rayo McQueen ve un gancho de remolque colgando de detrás de una pila de latas y, suponiendo que Mate se esconde detrás de ella, se acerca a frustrar la broma. Mate entonces salta del techo del café de Flo, gritando detrás de McQueen, que luego se asusta y golpea la pila de latas, revelando que el gancho era en realidad del signo del lugar de negocios de Mate, por lo tanto un señuelo. Todo el mundo comienza a reírse de McQueen por haberse enamorado de este truco inteligente, y Mate se burla de McQueen diciéndole: "Guau, amigo. Parece que has visto... ¡la luz fantasma!"
Sheriff le amonesta por "burlarse de la Luz Fantasma", un personaje de leyenda urbana entre los autos. La Luz Fantasma es descrita como un "extraño fulgor azul" que acecha a Radiador Springs, y no odia nada más que el sonido del metal golpeando, un sonido frecuentemente hecho por el proyectil desvencijado de Mate. Sheriff continúa contando la historia de una joven pareja perdida en la zona, cuyos únicos restos eran "dos matrículas de otro estado". Luego concluye con un "Bueno, adiós". La población de Radiador Springs luego sale en cuestión de segundos, dejando un Mate muy nervioso por sí mismo.
Al llegar a su garaje, primero se asusta por una luciérnaga (un pequeño Volkswagen Escarabajo volador con faros brillantes). Mientras se relaja, un resplandor azul brillante aparece de repente detrás de él y entra en un pánico ciego, conduciendo en un frenesí, primero yendo por la carretera principal, luego pasando por el campo tractor, pasando por Frank, luego alrededor de Willy's Butte, y haciendo un movimiento de estrafismo después de eso, hasta que se agota. La Luz Fantasma, sin embargo, es sólo una linterna azul brillante al cable de remolque de Mate colgado por McQueen y Guido.
El corto termina con Mate finalmente colapsando en la carretera antes de darse cuenta finalmente de que es sólo una linterna azul. Fue entonces el resto de la gente lo rodea y se ríen de él, revelando la broma como retribución por las bromas que les hizo (con su mejor amigo Rayo riendo el más fuerte y lanzando un "¡Caíste!"). Los créditos ruedan y después de ellos hay un tiro de cierre donde el asustado Mater encuentra que tiene un enorme vehículo de construcción detrás de él, gruñendo y llevando la matrícula "Banshee". Mate no se da cuenta de quién es y le advierte del Espectro Aullador antes de marcharse, dejando confundido al camión monstruoso.

#### Cars Toons: Mater's Tall Tales
Mate es el personaje principal de su serie corta animada, Cars Toon: Mater's Tall Tales de Larry the Cable Guy retomando su papel. Cada historia comienza con Mater contando una historia descabellada de su pasado. En la historia, Mater se encuentra en un predicamento ineludible. Cuando McQueen pregunta a Mate sobre si los acontecimientos de la historia ocurrieron realmente, Mate responde: "¿No te acuerdas? ¡Tú también estabas allí!", y continúa la historia incluyendo la repentina participación de McQueen. La serie corta termina con Mater dejando la escena, a menudo seguido de personajes o referencias a la historia que estaba siendo contada, poniendo la posibilidad de que la historia pudiera haber sido real.

#### Videojuegos
Mate aparece en todos los videojuegos de Cars y con Larry the Cable Guy retomando su papel en todos los videojuegos hasta la fecha (con la excepción de Cars 3: Driven to win). En el videojuego de secuelas Cars, Mate es un personaje jugable en los niveles Arcade Mode, "Tractor Tipping" y "Rustbucket Race-O-Rama". Hace comentarios para la carrera en "Radiator Springs Grand Prix" y "Radiator Springs GP". Enseña a McQueen cómo conducir hacia atrás en "La lección de desenfrésimos de Mater". Mater es un personaje jugable en los modos Historia y Arcade de Cars la Copa Internacional de mate. El videojuego Cars: Race-O-Rama presenta a los nuevos rivales a Mater: Bubba, Tater y Tater Jr., todos ellos camiones de remolque. Sin embargo, Tater y Tater Jr. más tarde se hacen amigos de Mater. Mater también hace una aparición como un personaje jugable y figura en Disney Infinity. También es un personaje jugable en Cars 3: Hacia la victoria.

## En la cultura popular
- En 2006, el personalizador de carrocería automotriz de Hollywood Eddie Paul creó Rayo, Sally y Mater como los vehículos de la vida real traídos por Mack en una gira promocional de 41 city Cars.[12]

- Las réplicas de la vida real de Mate y Rayo McQueen se muestran en Cars Land en Disney California Adventure Park en Disneyland Resort en Anaheim, California y Disney's Hollywood Studios y Epcot (como plantas debido a la secuela, Cars 2) de Walt Disney World en Lake Buena Vista, FL. Además, las réplicas no oficiales han sido creadas por los fanes de la película.[13][14]